# Kościół Wszystkich Świętych w Drohiczynie
Kościół benedyktynek w Drohiczynie pw. Wszystkich Świętych – kościół należący do sióstr benedyktynek. Mieści się w Drohiczynie, w powiecie siemiatyckim, w województwie podlaskim. Należy do dekanatu Drohiczyn diecezji drohiczyńskiej.

## Historia
W 1621 roku do świątyni pod wezwaniem Wszystkich Świętych, istniejącej od 1560 roku, Wojciech Niemira sprowadził siostry benedyktynki, pochodzące z Torunia. Budowla została zbudowana w latach 1734–1738. Jej fundatorem był Wiktoryn Kuczyński. Benedyktynki uczyły dziewczęta ze stanu szlacheckiego. Pomimo ograniczeń benedyktynki z Drohiczyna kontynuowały swoje działania oświatowe aż do skasowania zgromadzenia w 1865 roku. Pod koniec XIX stulecia klasztor razem z kościołem uległy poważnej dewastacji. Wtedy to właściciel sąsiedniej wsi Korczew Krystyn Ostrowski zaczął starać się o odbudowanie kościoła i klasztoru sióstr benedyktynek. W 1919 roku powstał Komitet Odbudowy Kościoła i Klasztoru Sióstr Benedyktynek. Dzięki jego działaniom również w dwudziestoleciu międzywojennym zostały wyremontowane sklepienia, wprawiono okna i założono posadzki. W okresie międzywojennym odbudową zajął się prefekt drohickiego gimnazjum ks. Kazimierz Dobrzycki. W tych czasach świątynia pełniła funkcję kościoła szkolnego. Budowla posiada rokokową fasadę.